# Beatrice Rosen

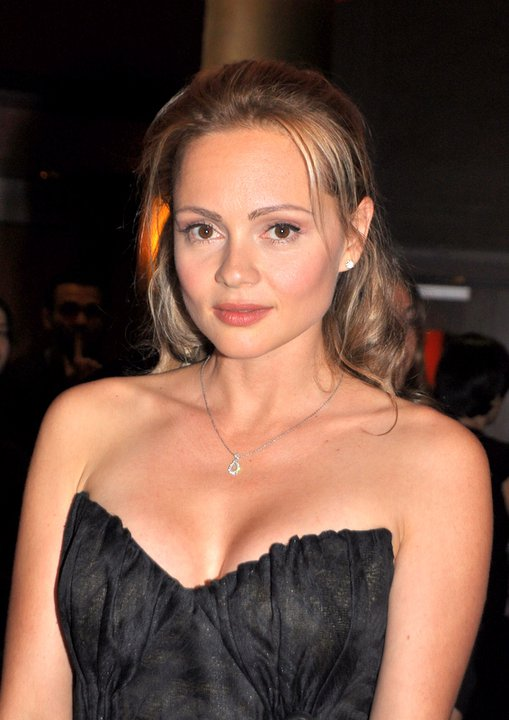
Beatrice Rosen (2011)

Beatrice Rosen, auch unter den Namen Béatrice Rosen und Beatrice Rosenblatt bekannt (* 29. November 1977 in New York City) ist eine französische Schauspielerin.

## Leben und Karriere
Gemeinsam mit ihren Eltern – einer Französin und einem Ungarn – verbrachte Rosen ihre Kindheit in Paris und begann im Alter von zehn Jahren ihre Schauspielkarriere als Bühnendarstellerin in Theateraufführungen an der Schule. Nach dem Abschluss ihrer Schulausbildung mit dem naturwissenschaftlich ausgerichteten Baccalauréat S studierte sie Schauspiel am Cours Florent. Ihr Debüt gab Rosen in Fernsehserien und französischen Filmen.
Der Durchbruch auf der Kinoleinwand in den USA gelang Rosen mit American Princess (2004). Es folgten Filme wie The Dark Knight (2008) mit Christian Bale und Heath Ledger sowie der US-Katastrophenfilm 2012 von Regisseur Roland Emmerich, in dem sie als Tamara an der Seite von unter anderem John Cusack und Danny Glover dem Weltuntergang entgegenblickte.

## Filmografie (Auswahl)
- 2004: American Princess (Chasing Liberty)
- 2005: Charmed – Zauberhafte Hexen (Charmed, Fernsehserie, 3 Folgen)
- 2005: Smallville (Fernsehserie, Folge 4x18)
- 2005: Cuts (Fernsehserie, 21 Folgen)
- 2006: Peaceful Warrior
- 2008: The Other Side of the Tracks
- 2008: The Dark Knight
- 2008: Sharpe’s Peril (Fernsehfilm)
- 2009: 2012
- 2010: Der allergrößte bin ich (The Big I Am)
- 2011: Criminal Intent – Verbrechen im Visier (Law & Order: Criminal Intent, Fernsehserie, Folge 10x04)
- 2012: Life’s a Beach
- 2013: Unter dem Regenbogen (Au bout du conte)
- 2013: Dirty Movie
- 2013: Delirium
- 2013: Payday (Fernsehserie, 4 Folgen)
- 2014: Katies Blog (Ask Me Anything)
- 2014: Bipolar
- 2014: Zugzwang (Kurzfilm)
- 2015: Backstrom (Fernsehserie, 13 Folgen)
- 2017: Agatha Christie: Mörderische Spiele (Les Petits Meurtres d’Agatha Christie, Fernsehserie, Folge 2x16)
- 2017: The Saint (Fernsehfilm)
- 2020: Research Unit (Fernsehserie, Folge 14x06)